# Siyah Beyaz Aşk
Siyah Beyaz Aşk è un serial televisivo drammatico turco composto da 32 puntate, trasmesso su Kanal D dal 16 ottobre 2017 al 28 maggio 2018, con protagonisti İbrahim Çelikkol e Birce Akalay.

## Trama
Ferhat Aslan è un sicario che gestisce gli sporchi affari di suo zio Namik Emirham, il quale è il patriarca della prestigiosa famiglia Emirham. Aslı Çinar è una neurochirurga e idealista che ha dedicato la sua vita a salvare vite umane. Un giorno, le loro strade si incrociano nel modo più inaspettato quando Aslı viene sequestrata per errore e costretta a operare un uomo a cui Ferhat aveva sparato. Quando diventa testimone del crimine di quest'ultimo e riconosce Namik, che era un benefattore dell'ospedale dove lavora, ordina a suo nipote Ferhat di ucciderla. Lui non vuole ucciderla, quindi le offre due opzioni: morire o sposarlo per salvarla. Quando Asli entra nella vita oscura di Ferhat, sposandosi, tutto il suo ambiente familiare ne verrà influenzato, nel bene e nel male, e anche Ferhat non sarà più lo stesso quando si innamorerà di lei.

## Puntate
| Stagione       | Puntate | Prima TV Turchia | Prima TV Italia |
| -------------- | ------- | ---------------- | --------------- |
| Prima stagione | 32      | 2017-2018        | inedita         |

## Personaggi e interpreti
- Ferhat Aslan (episodi 1-32), interpretato da İbrahim Çelikkol.
- Aslı Çınar (episodi 1-32), interpretata da Birce Akalay.
- Namık Emirhan (episodi 1-32), interpretata da Muhammet Uzuner.
- Yeter Aslan (episodi 1-32), interpretata da Arzu Gamze Kılınç.
- İdil Yaman (episodi 1-32), interpretata da Ece Dizdar.
- Yiğit Aslan (episodi 1-32), interpretato da Deniz Celiloğlu.
- Cüneyt Koçak (episodi 1-32), interpretato da Cahit Gök.
- Cem Çınar (episodi 1-19), interpretato da Uğur Aslan.
- Gülsüm Aslan (episodi 1-32), interpretata da Sinem Ünsal.
- Vildan Koçak (episodi 1-32), interpretata da Özlem Zeynep Dinsel.
- Abidin Adaklı (episodi 1-32), interpretato da Timur Ölkebaş.
- Dilsiz (episodi 1-32), interpretato da Fatih Topçuoğlu.
- Deniz (episodi 1-31), interpretata da Ceylan Odman.
- Yaprak (episodi 1-32), interpretata da Nihan Aşıcı.
- Hülya (episodi 1-32), interpretata da Burcu Cavrar.
- Handan Adaklı (episodi 1-32), interpretata da Kadriye Kenter.
- Ayhan Dağıstan (episodi 13-32), interpretata da Selin Şekerci.
- Azad Dağıstan (episodi 16-32), interpretato da Azad Dağıstan.
- Jülide (episodi 20-32), interpretata da Selin Köseoğlu.

## Produzione
La serie è diretta da Yasin Uslu, scritta da Eylem Canpolat e Sema Ergenekon e prodotta da D Productions.

### Riprese
Le riprese sono state effettuate interamente a Istanbul e nei dintorni, in particolare a Şişli, nel distretto di Göynük e attorno al lago Çubuk.

## Promozione
L'esordio della serie, previsto per il 16 novembre 2017, è stato annunciato il 9 novembre attraverso i profili social della serie, di Kanal D e della società di produzione D Productions. I primi promo sono stati rilasciati da Kanal D dal 5 settembre dello stesso anno.